# 剑桥角公寓

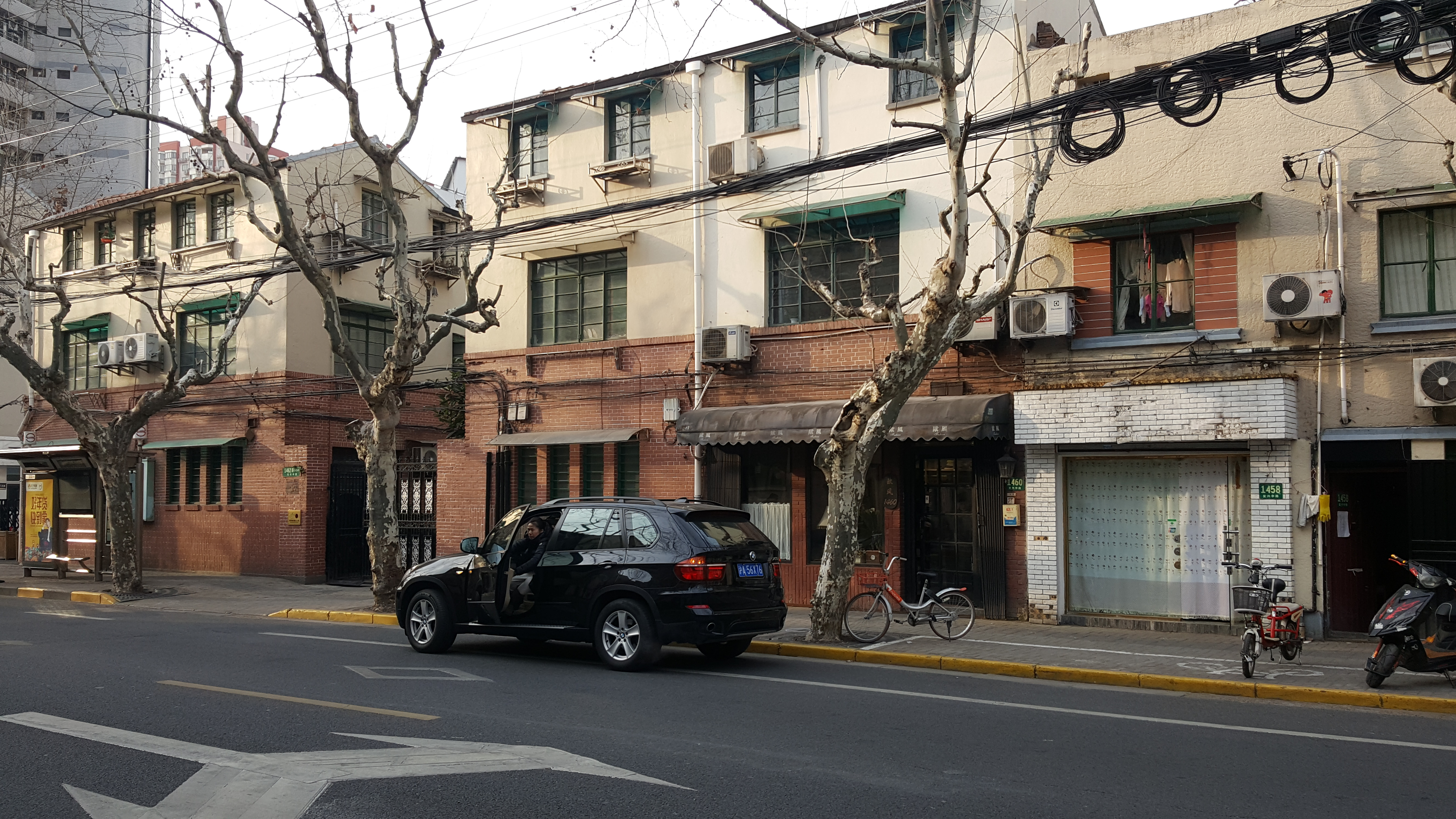
剑桥角公寓

剑桥角公寓是中国上海的一处历史建筑，位于今徐汇区复兴中路1462号（淮海中路东南侧，宝庆路以西的三角地带）。该建筑建于1934年，3层建筑。
2015年，剑桥角公寓被列为第五批上海市优秀历史建筑，编号XH-J-008-V。